# Sistema Integrado de Bibliotecas da Universidade de São Paulo
Sistema Integrado de Bibliotecas da Universidade de São Paulo ou SIBiUSP foi um órgão da Reitoria da Universidade de São Paulo, e era formado por um Departamento Técnico e 70 bibliotecas, distribuídas por dez cidades do Estado de São Paulo.
Teve a missão de promover o acesso e incentivar o uso e a geração da informação, contribuindo para a excelência do ensino, pesquisa e extensão, em todas as áreas do conhecimento, com a utilização eficaz dos recursos públicos.
Em 2022 foi incorporado pela Agência de Bibliotecas e Coleções Digitais ABCD da USP. 

## História do SIBiUSP
Criado em 1981, o sistema marcou uma revolução à época, integrando as atividades que vinham sendo desenvolvidas por diversas bibliotecas isoladamente. Naquele momento pautava-se em propostas advindas do Seminário de Bibliotecas Universitárias, ocorrido em Brasília de 20 a 24 de maio de 1974: “As bibliotecas se convertem em centros de decisiva importância nas universidades de hoje e de amanhã. Centros cujas características operacionais devem atender às demandas de seus usuários, agilidade de acesso, facilidade para uso, rapidez, atualidade, precisão e confiabilidade das informações nos diferentes graus de especialização”. Inicia-se com o conhecimento registrado em suportes físicos e acesso presencial à informação disponível nas próprias bibliotecas, com a formação dos respectivos acervos.
Nesta trajetória buscou alinhar-se aos avanços constantes e inevitáveis do ensino, pesquisa, extensão, com racionalidade de esforços e de recursos humanos, administrativos e financeiros.
33 anos depois, o sistema contava com cerca de 800 profissionais (nível superior, técnico e básico) em 70 bibliotecas alocadas em campi distribuídos por dez cidades do Estado de São Paulo, com um acervo superior a sete milhões de itens em todas as áreas do conhecimento, em suporte impresso e digital, acessados presencialmente e online. O foco orientador, identificado em 1974, permaneceu atual. Não obstante, sua discussão passou a ser vista sob novos prismas e olhares, e sua operacionalização ocorreu de maneira diversa, cada vez mais pautada no avanço das tecnologias digitais.
Os produtos, serviços e projetos do SIBi passaram a se desenvolver em torno de duas vertentes entendidas como suas responsabilidades principais: uma, aumentar a visibilidade e acessibilidade à produção intelectual da Universidade de São Paulo. A segunda, fomentar a formação e desenvolvimento de competências no uso, acesso e produção de informação da comunidade USP nas suas distintas áreas de atuação.
A vertente focada na produção intelectual desta universidade abrangeu diversas atividades para ampliar a qualidade e, consequentemente, a visibilidade, oferecendo ações diretas, de forma individual e coletiva, aos processos de comunicação e edição científicas. Aos poucos, o foco prioritário passou a ser a discussão da política institucional de informação para a USP para o acesso aberto à sua produção de forma plena e irrestrita. No que se refere à segunda vertente, sobressaiu a importância da articulação e construção de ações educativas em parceria com docentes, discentes e funcionários. Neste processo, pretendeu-se mobilizar conhecimentos, habilidades e atitudes, que levem ao aprendizado constante para a solução de problemas informacionais, com propostas inovadoras.

## Números do SIBiUSP (2019)
- 4.351 itens digitalizados (jornais, revistas, anuários, imagens)
- + 500 bases de dados
- 2.3 milhões de livros impressos
- 70 bibliotecas
- 102 mil revistas
- 235 mil teses e dissertações
- 280 mil e-books/ audiolivros

## Produtos e Serviços
- Empréstimo Unificado para a comunidade USP em suas 70 bibliotecas
- Consulta livre aos conteúdos dos acervos
- Capacitação e orientação ao usuário sobre o uso da biblioteca e dos recursos de acesso à informação
- Intercâmbio online de documentos das bibliotecas do SIBiUSP com bibliotecas nacionais e internacionais
- Empréstimo entre bibliotecas (EEB) com UNESP, UNICAMP e outras
- Acesso remoto (para a comunidade USP) via VPN (Virtual Private Network), às bases de dados com texto completo e aos livros eletrônicos (e-books).
- Formação contínua das equipes das bibliotecas do SIBiUSP
- Orientação e acompanhamentos aos alunos de pós-graduação na publicação de suas teses, dissertações e artigos científicos.
- Vocabulário controlado USP
- Digitalização de obras raras e especiais e da produção intelectual da USP
- Serviços editoriais e fornecimento do DOI para as revistas da USP
- Produção de conteúdos em formato Daisy (audiolivros)
- Organização, preservação e acesso à produção intelectual da USP
- Integração na busca em bibliotecas da USP

## Portal de Busca Integrada
O Portal de Busca Integrada - https://buscaintegrada.usp.br/ é uma interface única para busca e descoberta de conteúdos disponíveis nas mais diversas fontes de informação (base de dados, portais de revistas eletrônicas, e-books, materiais cartográficos, audiovisuais, dentre outros). Sua lógica consiste na integração por meio da indexação desses conteúdos. A rapidez da resposta, a quantidade e qualidade dos dados acadêmicos/ científicos recebidos, os resultados contextualizados por meio de facetas e a apresentação amigável são seus principais diferenciais. 
O PBI permite ao usuário a descoberta de recursos impressos e digitais disponíveis em fontes:
- da USP: catálogo das bibliotecas, Portal de Revistas, Biblioteca Digital da Produção Intelectual da USP, revistas, e-books e bases de dados.
- de fora da USP: Portal Capes, DOAJ, PLoS, PubMed, SciELO, arXiv, repositórios institucionais (Harvard University, Universidade do Minho e Hong Kong University), dentre outros.

O PBI integra, também, conteúdos do IPTV (vídeos), Brasiliana USP (obras raras e especiais), Banco de Imagens, STOA (conteúdos de disciplinas) e demais bibliotecas digitais da instituição.

## Biblioteca Digital de Teses e Dissertações
A BDTD USP - https://www.teses,usp.br Tem como objetivo disponibilizar, na Internet, o conhecimento produzido pelos trabalhos defendidos na USP, permitindo que as comunidades brasileira e internacional possam ter acesso à versão digital completa das teses e dissertações.
A Biblioteca Digital foi inaugurada em 2001 e está associada a uma iniciativa global reconhecida pela Unesco, a Networked Digital Library of Theses and Dissertations  (NDLTD), o que lhe garante maior confiabilidade e abrangência, e também associada ao Instituto Brasileiro de Informação em Ciência e Tecnologia (IBICT) do Ministério da Ciência e Tecnologia, por intermédio da Biblioteca Digital Brasileira de Teses e Dissertações.

## Portal de Revistas USP
Tem como objetivos principais aumentar a visibilidade e a acessibilidade das revistas científicas institucionais e, também, promover a internacionalização, a profissionalização e a sustentabilidade dos periódicos da Universidade.
O Portal de Revistas USP - https://www.revistas.usp.br é a biblioteca digital das revistas publicadas por Unidades, Órgãos de Integração e Órgãos Complementares da Universidade de São Paulo e, em alguns casos, em parceria oficial com instituições externas, no âmbito do Programa de Apoio às Publicações Científicas Periódicas da Universidade de São Paulo.
Apoiado na filosofia do Acesso Aberto, o Portal foi criado em 2008 com o objetivo de reunir, organizar e prover acesso pleno e gratuito às revistas publicadas sob a responsabilidade da Universidade de São Paulo, ampliando sua visibilidade em âmbito nacional e internacional. Em 2012 foi remodelado e passou a utilizar o sistema Open Journal System.

## Programa de Acessibilidade SIBiUSP
Permite à pessoa com deficiência visual, de forma rápida e estruturada, acessar os textos produzidos na USP. Pode-se visualizar o conteúdo em vários níveis de ampliação, buscar palavras, marcar textos e ouvir as informações simultaneamente, em voz sintetizada.
- Foco atual: Formato Daisy

É o dispositivo/programa adotado pelo MEC e integrante do Plano Nacional do livro Didático, pelo qual se reproduzem livros digitais e efetua-se o desenvolvimento de várias possibilidades de direção, caminho e migração de conteúdos eletrônicos a serem consultados.

## Biblioteca Digital da Produção Intelectual da USP
A BDPI é atualmente denominada Repositório da Produção da USP - https://www.repositorio.usp.br e utilizava a plataforma DSpace em sua camada mais interna, tendo adotado padrões internacionais que garantiam a interoperabilidade com outros sistemas. A BDPI permitia acesso a arquivos na íntegra, fornecia estatísticas e indicadores de produtividade por Unidade/ Departamento/ Autoria/ Projetos, além de proporcionar mobilidade e integração com redes sociais e o Currículo Lattes.
Buscava ampliar a visibilidade e o impacto da produção científica, artística e técnica da USP, garantir a preservação da memória institucional, oferecer aos autores e equipes das bibliotecas estrutura para arquivamento da produção das unidades USP e contribuir para a geração de indicadores.

## Portal de Livros Abertos da USP
O Portal de Livros Abertos da USP - https://www.livrosabertos.abcd.usp.br/, criado em 2016, promove a reunião e divulgação dos livros digitais acadêmicos e científicos publicados pelas Unidades, Institutos, Centros e Museus da Universidade de São Paulo. Tem como objetivos (a) reunir os livros editados pelas unidades, institutos, centros e demais órgãos da USP de todas as áreas do conhecimento; (b) divulgar e proporcionar mais visibilidade e acesso aos livros dispersos nos websites das unidades, departamentos, páginas pessoais, etc; (c) preservar a memória da produção científica e acadêmica da USP.

## Laboratório de Digitalização e Preservação Digital
O Laboratório de Digitalização e Preservação Digital do SIBiUSP tem como objetivo a digitalização, tratamento e disponibilização na web para pesquisadores internos e externos; do conteúdo completo de distintas coleções existentes na USP.
O laboratório foi equipado com scanners de alta resolução com o robô Kabis III e o Skyview, ambos produzidos pela Kirtas Technologies (USA) e o Scanner Scanback da Rencay (Alemanha). Desse modo, o laboratório possui condições de digitalizar tanto formatos padrão quanto grandes; realiza digitalizações de alta qualidade com alta produtividade, possibilita capturas de real preservação e com qualidade artística considerável, tem condições de operar documentos de dimensões de até 3 metros de largura mantendo-se ainda a alta resolução e fidelidade.
O SIBiUSP iniciou o processo de digitalização da produção USP e do acervo de obras raras e especiais. Somando-se o acervo de teses e revistas publicadas internamente, a USP mantém ainda 169 mil documentos em formato impresso, correspondendo a aproximadamente 39 milhões de páginas de conteúdo a espera de serem digitalizadas e disponibilizadas online. 

## Laboratório de Conservação de Obras Raras e Especiais
Instalado com o apoio da Fapesp, esse Laboratório teve como objetivo a higienização e conservação periódicas das obras raras e especiais da USP, visando a preservação do patrimônio cultural custodiado pelo Departamento Técnico do SIBi.
Contendo equipamentos nacionais e importados de alta qualidade, controle adequado de temperatura e humidade, além de sofisticado sistema de segurança, iniciou suas atividades a partir da coleção Cervantina, colocando-se a seguir à disposição de todas as unidades USP. Suas atividades foram descontinuadas. 